# Liliana Lozano
Liliana Andrea Lozano Garzón (28 tháng 9 năm 1978 – 10 tháng 1 năm 2009) là nữ diễn viên và nữ hoàng sắc đẹp người Colombia. Cô là bạn gái của trùm ma túy Leonidas Vargas. Lozano giành được danh hiệu cuộc thi sắc đẹp quốc gia tại Carnival ở Colombia vào năm 1995. Vào ngày 10 tháng 1 năm 2009, Lozano được tìm thấy đã qua đời tại Pradera cùng với Fabio Vargas, anh trai của Leonidas Vargas. Cả hai bị tra tấn và bị đấm đến chết, chính quyền cho biết có thể bị trả thù từ các đại lý ma túy.

## Tiểu sử
Liliana Lozano sinh ra ở Paujil Caqueta, với song thân là ông Luis Carlos Lozano và bà Dora Garzón. Năm 1994, Lozano đoạt giải Nữ hoàng của cuộc thi sắc đẹp Bambuco tại Caquetá và giành danh hiệu nữ hoàng sắc đẹp quốc gia tại Carnival hàng năm ở Colombia vào năm 1995. Cũng trong năm đó, Lozano bắt đầu sự nghiệp truyền hình của mình, làm việc với vai trò một người dẫn chương trình game show.
Người thân đã cho biết từ khoảng năm 2006, Lozano có một mối quan hệ lãng mạn với Leonidas Vargas, một trùm ma túy Colombia lãnh đạo một đế chế cocaine trị giá hàng triệu đô la. Vào ngày 8 tháng 1 năm 2009, Vargas bị đấm chết trong một căn phòng bệnh viện, các nhà chức trách tin là hai tay đấm chuyên nghiệp đã giết chết cô.